# Rich Text Format
Das Rich Text Format (RTF) ist ein proprietäres Dateiformat für Texte, das von Microsoft 1987 eingeführt wurde. Es kann als Austauschformat zwischen Textverarbeitungsprogrammen verschiedener Hersteller auf verschiedenen Betriebssystemen dienen. Ebenso wird es zum Beispiel für die Darstellung formatierten Textes in Datenbankfeldern eingesetzt.

## Merkmale
Im Gegensatz zu Plain text, der nur die reinen Textzeichen transportiert, aber keinerlei Formatierungen wie zum Beispiel Schriftgrößen, -arten oder -auszeichnungen, enthält ein RTF-Dokument auch zahlreiche Textformatierungsmerkmale bis hin zu eingebetteten Grafiken, ohne andererseits an eine bestimmte Software gebunden zu sein. Praktisch alle Textverarbeitungssysteme können RTF-Dateien schreiben und lesen. Layouttreue ist dabei allerdings nicht gewährleistet, es kann beispielsweise zu veränderten Seitenumbrüchen auf dem Zielsystem kommen. 
Technisch gesehen sind RTF-Dateien reine Textdateien, enthalten jedoch innerhalb des eigentlichen Textinhalts eingebettete Anweisungen zur Formatierung. Diese Vorgehensweise nennt man Textauszeichnung (Markup), sie arbeitet ähnlich wie HTML und LaTeX. Darüber hinaus können in RTF-Dateien auch Binärdaten, z. B. ein Bild, eingebettet sein. 
Die ab Version 1.0 von 1987 definierten RTF-Versionen sind dabei aufwärtskompatibel.

## Anwendung
Der Benutzer wählt in seiner Textverarbeitung im „Speichern-Dialog“ als Dateityp RTF an, um den Text als RTF-Datei mit der Dateiendung .rtf zu speichern. Mit einem anderen Textverarbeitungsprogramm kann dann der Text wieder geöffnet werden. Je einfacher der Text formatiert ist, desto zuverlässiger wird er mit anderen Programmen wie gewünscht wiedergegeben. Insbesondere Vorlagen und Objektanker (Bilder, Textrahmen und andere Objekte) können das Layout bei der Wiedergabe mit einem anderen Programm beeinträchtigen. Schriftarten werden in der Regel nicht eingebettet und müssen daher für eine originalgetreue Wiedergabe auf dem Zielsystem installiert sein.

## Aufbau
Das folgende Beispiel zeigt, wie eine RTF-Datei intern aufgebaut ist.
Der RTF-Dateiinhalt:
```
{\rtf1
Guten Tag!
\line
{\i Dies} ist \b{\i ein
\i0 formatierter \b0Text}.
\par
\b Das \b0Ende.
}
```

Die Darstellung:
Guten Tag!

Dies ist ein formatierter Text.
Das Ende.
Absätze werden also durch \par getrennt, Leerzeilen mit \line eingefügt, innerhalb von {\i <Text>} stehender Text kursiv und innerhalb {\b <Text>} stehender Text fett angezeigt usw. Weitere Texteigenschaften werden analog markiert, und zu Beginn einer RTF-Datei kann außerdem eine Liste aller verwendeten Schriftarten gespeichert sein.

## Verbreitung
RTF ist das Standard-Dateiformat von WordPad und eine der wenigen Möglichkeiten, Texte ohne größeren Aufwand zwischen DOS- und Windows-Anwendungen auszutauschen. Wordpad erlaubt es außerdem, RTF-Texte über den „Objekt-Einfügen“-Dialog mit als Bitmap vorliegenden Bildern zu versehen, diese (per Mausklick) in ihrer Größe zu ändern und auch selbst anzuzeigen bzw. wieder zu löschen. Darüber hinausgehende Bearbeitungsmöglichkeiten für Bilder werden dagegen nicht angeboten.
Apples TextEdit, der Standard-Editor von macOS, und alle anderen Programme, die auf dem Framework Apple TextEngine basieren, verwenden ebenfalls RTF als Standardformat. Allerdings beherrschen diese Programme keine eingebundenen Grafiken und auch keine Fußnoten. Apple hat dazu das proprietäre RTFD-Format eingeführt: eine Paketdatei, die aus dem Text im Rich Text Format und anderen, in den Text eingefügten Dateien wie Bildern, aber auch Filmen etc. besteht. 
Mit steigender Leistungsfähigkeit von Importfiltern für proprietäre Dateiformate und der wachsenden Popularität von Markdown verliert RTF als Austauschformat an Bedeutung.